# Sunflower (Lied)
Sunflower (Sonnenblume) ist der Titel eines Foxtrots von Leo Eysoldt, der 1921 zuerst im Halley-Verlag Köln, dann aber in der Edition Karl Brüll in Berlin erschienen ist.

## Hintergrund
Die Komposition, Eysoldts Opus 32, wird auf Notentiteln wie auf Etiketten wechselweise als “Foxtrot-Intermezzo” oder als “Shimmy-Fox” bezeichnet.
Laut der Beischrift auf dem Notentitel des Haley-Verlages wurde sie „getanzt von der Ballerina Sessy Smironina vom National-Theater St. Petersburg“, war folglich möglicherweise als Ballettmusik gedacht. Als „Shimmy-Fox“ wurde sie am Beginn der 1920er Jahre zum Gesellschaftstanz-Schlager.
In einer Bearbeitung durch Harry B. Smith als My Sunflower Maid mit Copyright vom 18. Oktober 1923
wurde sie auch in den USA bekannt. Darauf dichtete der Verleger und song writer Henry Waterson unter seinem Künstlernamen „Francis Wheeler“ mit Smith einen englischen Text mit folgendem Kehrreim:
I dream of you my sunflower maid

You seem as tho’ your were afraid

Of roses and of tulips rare

With you, my dear, they don’t compare

I saw pretty curls of golden shade

That’s why I named you Sunflower Maid

Your brown eyes they were saying

That you loved me, Sunflower Maid
Diese Fassung wurde vom Verlag Waterson, Berlin & Snyder (New York) publiziert.
In einer Bearbeitung durch den Komponisten S. R. Henry, orchestriert von Arrangeur W. C. Polla
und ebenfalls bei Waterson, Berlin & Snyder verlegt, hieß das Stück dann nur noch „Sunflower Maid“.

## Interpreten
In Deutschland spielten Orchester wie Dajos Béla, Nicu Vlădescu und Marek Weber die Sonnenblume für Odeon, Grammophon und Parlophon auf die Grammophonplatte. Auf Vox konnte man sie vom „Vox“ Tanz-Orchester hören, das unter der Leitung des Geigers Rudolf Deman stand. Sie war aber auch im Ausland bekannt. Die Vlădescu-Aufnahme wurde durch die Nordisk Polyphon Aktieselskab auch in Skandinavien vertrieben. In Mailand nahm Armando di Piramo mit seinem Orchester
den Titel für die italienische Marke Fonotecnica auf, in den Vereinigten Staaten spielte ihn Arthur Lange mit seinem Orchester für das Cameo-label ein. Dort sang ihn auch der lettische Tenor „Wee“ Willie Robyn mit Instrumentalbegleitung.
Laut Tom Lord entstanden ab 1924 Coverversionen des Titels von Erik Tuxen, The Squadronaires und Ray McKinley. Für die Besitzer von elektrischen Klavieren war der Titel als Notenrolle im Handel erhältlich.

## Notenausgaben
- Leo Eysoldt: Sunflower (Sonnenblume). Foxtrot Intermezzo. Haley-Verlag, Köln 1921 (imagesmusicales.be – Musik: Leo Eysoldt, Titelillustration: Fips (Heinz Lohmar)).
- Leo Eysoldt: Sonnenblume (Sun Flower). Shimmy Foxtrot. Edition Karl Brüll Pub.Nr. E.K.B. 806, Berlin 1921 (Musik von Leo Eysoldt. Op. 32., Titelillustration von Lohmar).
- Leo Eysoldt: My Sun Flower Maid. Fox Trot. Waterson, Berlin & Snyder, Plate 1292-3., New York 1923 (Words by Smith and Wheeler, Music by Eysoldt).
- Leo Eysoldt, S. R. Henry: Sun Flower Maid. Waterson, Berlin & Snyder, New York 1923 (arr. for orchestra by W. C. Polla).

## Tondokumente
- Leo Eysoldt: Sunflower (Sonnenblume). Foxtrot Intermezzo. Odeon AA 57952 (mx. xxBo 7370), Berlin September 1921 (Künstler-Kapelle Dajos Béla, Geigenprimas, mit Xylophon Solo).[10]
- Leo Eysoldt: Sunflower. Foxtrot. Parlophon P. 1252-I (mx. 2-5605), Berlin 2. Dezember 1921 (Orchester Marek Weber).
- Leo Eysoldt: Sunflower (Sonnenblume). Shimmy-Foxtrot. VOX  01109 (mx. 379-A), 1924 (“Vox”-Tanz-Orchester [Leitung: Rudolf Deman] (ca. März 1922)).
- Leo Eysoldt: Sun Flower (Sonnenblume). Fox-Trot. Edition Karl Brüll, Grammophon 15928 / B 60 997 (mx. 276 av), Berlin (Tanz-Orchester Nicu Vladescu).[11]
- Leo Eysoldt: Sun Flower (Sonnenblume). Fox-Trot. H. Althaus, Nordisk Polyphon Aktieselskab  15928 / B 60007 (mx. 276 av), Köln (Danse Orkester Nicu Vladescu).[12]
- Leo Eysoldt: Sun Flower. Fox Trot. La Fonotecnica A 2029, Milano 1925 (Orchestra di Piramo).[13]
- Leo Eysoldt: My Sunflower Maid. (Smith-Wheeler-Eysoldt). Cameo 423 (matrix 0404-B), 23. Januar 1923 (Arthur Lange & His Orchestra).[14]
- Leo Eysoldt: Sunflower Maid. (Eysoldt, Smith & Wheeler). Cameo 396 (matrix 0588-F), 29. Juli 1923 (“Wee” Willie Robyn, tenor vocal solo with instrumental accompaniment).[15]

## Notenrollen
- Leo Eysoldt: Sunflower. Tanzrolle. Hupfeld Animatic #58798.
- L. Eysold: Sonnenblume. Foxtrot. Lösche [Leipziger Orchestrionwerke Paul Lösche] #6025.